# Журавский, Виталий Станиславович
Виталий Станиславович Жура́вский (род. 8 мая 1955, Житомирская область) — украинский правовед и политический деятель, глава Всеукраинского объединения «Достало!», Народный депутат Украины третьего, шестого и седьмого созывов. Профессор, заслуженный деятель науки и техники Украины (2000). Академик Академии правовых наук Украины. Академик Украинской Академии политических наук.

## Биографические сведения
Виталий Журавский родился 8 мая 1955 года в пгт Володарск-Волынский Житомирской области.
В 1972 году окончил среднюю школу № 1 в Володарск-Волынском.
В 1972—1975 годы — музыкальный руководитель Володарск-Волынского детсада № 1; работник геофизической партии рудника «Волынский»; работник Володарск-Волынского ремонтно-строительного управления.
В 1975—1980 годы — студент факультета журналистики, аспирант философского факультета Киевского государственного университета имени Т. Шевченко.
С августа 1988 по сентябрь 1991 года — старший преподаватель, доцент кафедры философии Киевского технологического института легкой промышленности.
С сентября 1991 по январь 1996 года — проректор по науке Европейского университета финансов, информационных систем, менеджмента и бизнеса.
В 2000 году окончил Киевский международный университет, специальность - правоведение.

## Политическая деятельность
В 1998—2002 годах — народный депутат Украины 3 созыва (от Христианско-демократической партии, избран по одномандатному округу № 68 в Житомирской области). Автор многих законопроектов по вопросам реформирования правовой, политической и экономической системы, социальной защиты населения, культуры;
Назначен первым заместителем Председателя Комитета Верховной Рады Украины по вопросам культуры и духовности.
В 2002 году — назначен Государственным секретарем Министерства образования и науки Украины, вскоре назначен первым заместителем Министра образования и науки Украины.
В 2004 году — назначен первым заместителем Министра образования и науки Украины — руководителем аппарата;
В 2006 году — назначен заместителем председателя Киевской городской государственной администрации.
В 2010 году — назначен Советником Президента Украины.
В 2012 году — народный депутат Украины 6 созыва (от Партии Регионов, № 230 в списке); член комитета по вопросам охраны здоровья
На парламентских выборах 2012 года избран народным депутатом 7 созыва (от Партии Регионов, избран по одномандатному округу № 66 в Житомирской области, набрав 25,7 % голосов).
Назначен секретарем Комитета Верховной Рады Украины по вопросам законодательного обеспечения правоохранительной деятельности.
После победы Евромайдана 27 февраля 2014 года вышел из Партии Регионов и остаток каденции был заместителем председателя депутатской группы «Экономическое развитие».
16 сентября 2014 года праворадикальные активисты подвергли Журавского «мусорной люстрации», бросив в бак возле Верховной Рады. Комментируя этот случай, политик заявил, что инцидент с мусорным баком является предвыборной провокацией его конкурента по округу.
На досрочных парламентских выборах 2014 года проиграл по одномандатному округу № 66 в Житомирской области представителю «Народного Фронта» Павлу Дзюблику, заняв 2-е место с 13,9 % голосов (у победителя — 19,2 %).

## Общественная деятельность
Возглавляет общественную организацию «Всеукраинское объединение «Достало!».

## Научная деятельность
Имеет три высших образования — юридическое, философское и журналистское.
Кандидат философских наук, доктор политических наук, доктор юридических наук.
Защищены диссертации:
1. «Эстетический анализ метода художественной критики» (специальность 09.00.04 — эстетика). Кандидатская диссертация по философским наукам[12].
2. «Политическая система Украины: проблемы становления и развития» (специальность 12.00.01 — теория и история государства и права; история политических и правовых учений). Кандидатская диссертация по юридическим наукам[13].
3. «Политический процесс в современной Украине: политологический аспект» (специальность 23.00.02 — политические институты и процессы). Докторская диссертация по политическим наукам[13].
4. «Теоретические и организационно-правовые проблемы становления и развития украинского парламентаризма» (специальность 12.00.01 — теория государства и права, история политических и правовых учений;12.00.02 — конституционное право Украины). Докторская диссертация по юридическим наукам[13].

Автор более 300 научных работ, в том числе 11 монографий, 6 учебников, среди которых: «Основы правоведения», «Философия права», «Конституционное право Украины», «Государственное строительство и местное самоуправление на Украине» и другие.
Член Союза юристов Украины, член Национального Союза журналистов Украины.

## Государственные награды и отличия
- Почетное звание «Заслуженный деятель науки и техники Украины» (2000)[5].
- Грамота Верховной Рады Украины «За заслуги перед украинским народом» (2001).
- Памятная медаль Верховной Рады Украины «Десять лет независимости Украины» (2002).
- Орден «За заслуги» I степени (24 августа 2013)[14].
- Орден «За заслуги» II степени (2008)[5].
- Орден «За заслуги» III степени (2003)[5].
- Почетная грамота Кабинета Министров Украины (2004)[5].
- Почетная грамота Верховной Рады Украины «За особливі заслуги перед українським народом» (2004).

## Критика
25 сентября 2012 года Журавский зарегистрировал в Верховной раде Украины законопроект о клевете, охарактеризованный в ряде СМИ как скандальный. Законопроектом предполагалась возможность привлекать к уголовной ответственности граждан, публикующих в масс-медиа информацию клеветнического характера. После массовых протестов среди журналистов и общественности и двухнедельных дискуссий с участием прессы Журавский отозвал свой законопроект.
Решение Журавского отказаться от дальнейшего продвижения законопроекта в Верховной Раде одобрили как члены парламентского большинства и оппозиции, так и европейские чиновники, в частности, генеральный секретарь Совета Европы Турбьёрн Ягланд.